# اطلاعات عمومی

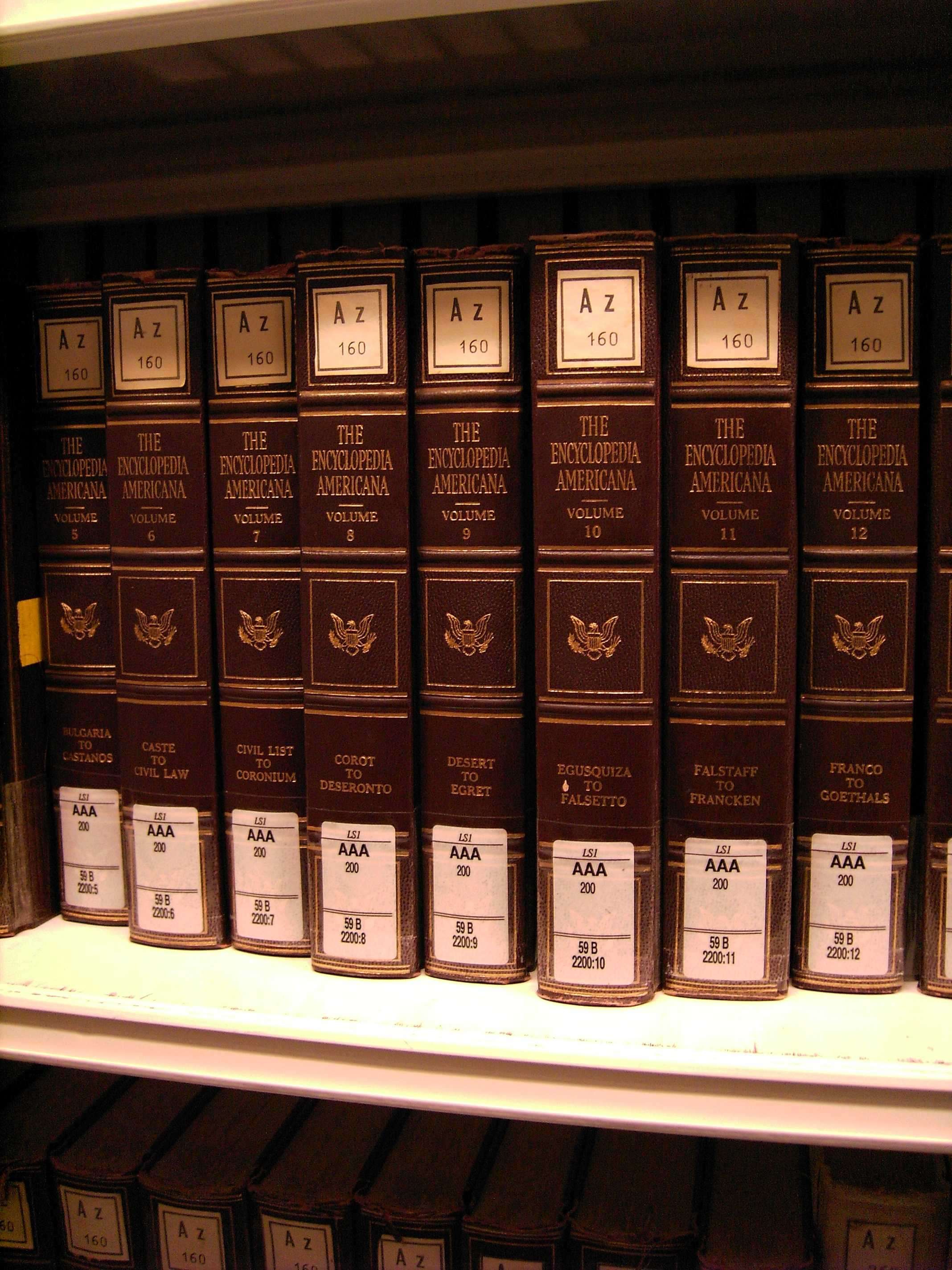
یک دانشنامه مخزنی از اطلاعات عمومی است

اطلاعات عمومی در روان‌شناسی تفاوت‌های فردی با عنوان «دانش دارای ارزش فرهنگی تبادل شده میان رسانه‌های غیر تخصصی» تعریف شده‌است و طیف گسترده‌ای از موضوعات را در بر می‌گیرد. این تعریف یادگیری بسیار تخصصی که تنها می‌توان آن را با آموزش گسترده و اطلاعات محدود به یک رسانه به دست آورد را در بر نمی‌گیرد. اطلاعات عمومی بخش مهمی از هوش متبلور است و ارتباط زیادی با هوش عمومی و با بازبودن به تجربه دارد.